# 専修大学陸上競技部
専修大学陸上競技部（せんしゅうだいがくりくじょうきょうぎぶ）は、専修大学の陸上競技チームである。関東学生陸上競技連盟に所属する。

## 概要
1924年創部。活動拠点は神奈川県川崎市多摩区（生田キャンパス）。等々力競技場などを練習拠点としている。
創部から100年近い歴史を持ち、在学中にベルリンオリンピックに出場した矢沢正雄やNHK-BSにて放送された「幻の祝祭〜1940東京五輪物語〜」の主人公となった山下勝などを輩出している。

## 駅伝競走
- 三大駅伝優勝回数
  - 箱根駅伝：1回（1939年）
- 三大駅伝出場回数
  - 箱根駅伝：71回
  - 出雲駅伝：6回
  - 全日本大学駅伝：17回

### 箱根駅伝
優勝回数は1回。1934年の第15回大会にて、立教大学ともに初出場。数少ない箱根駅伝優勝校のひとつで、唯一の優勝は第20回大会だが、初出場から6年目で優勝は出場校が極端に少ない黎明期を除くと山梨学院大学と並び最短タイ記録でもある。この優勝は当時前人未到の5連覇を狙っていた日本大学の猛追を退けての優勝だった。予選会では6回のトップ通過を果たしており、これは予選会記録でもある。第65回大会では予選会で敗退し、連続出場回数が37回で途切れたが、その直後に入学した学生が奮闘し4年後の第69回大会では4位に入り久々の上位進出を果たした。90年代後半以降は本戦出場を逃すことも度々あったが、第83回大会で12年ぶりにシード権を獲得した。第90回大会から第96回大会まで7年に渡って本大会から遠ざかっていたが、第97回大会・第98回大会・第99回大会と三大会連続で本戦出場を果たしている。たすきの色はえんじと深緑のツートーン。

## 主な出身者
- 奥山光広 - 1991年世界陸上東京大会出場、ヤクルト陸上競技部チーフアドバイザー。
- 加藤覚 - 元専修大学陸上競技部監督。
- 座間紅祢 - 元日清食品グループ所属。
- 五ヶ谷宏司 - 元JR東日本ランニングチーム主将
- 森田修一 - 日清食品グループ元ヘッドコーチ、ホクレン元監督、元日産自動車所属、1991年福岡国際マラソン優勝。
- 長谷川柊 - 陸上競技選手・カネボウ陸上競技部所属。クロスカントリー日本代表。
- 丸山竜也 - 陸上競技選手・トヨタ自動車陸上長距離部所属。
- 矢沢正雄 - 在学中にベルリンオリンピックに出場。
- 山下勝 - 元陸上競技選手。太平洋戦争前の日本陸上競技選手権大会5000mならびに10000mで優勝。
- 木村暁仁
- 江幡凛太郎 ‐ 陸上競技選手・在学中。
- 小松佑大 ‐ 陸上競技選手・在学中。